# 호시조라 모아
호시조라 모아(일본어: 星空もあ, 1994년 7월 24일 ~ )는 일본의 AV 여배우이다. 2014년에 데뷔했다.